# 西徐州
西徐州，中国南北朝时设置的州。
南朝梁大通元年（527年）改涡州置，治所在涡阳县（今安徽省蒙城县）。辖境相当今安徽省蒙城、宿州、涡阳等市县地。东魏武定七年（549年），改名谯州。 